# Bulbophyllum microrhombos
Bulbophyllum microrhombos är en orkidéart som beskrevs av Rudolf Schlechter. Bulbophyllum microrhombos ingår i släktet Bulbophyllum och familjen orkidéer. Inga underarter finns listade i Catalogue of Life.